# I Club You Dude
I Club You Dude è il primo EP dell'album I Love You Dude.
Il seguente EP è composto da 3 tracce presenti nell'album I Love You Dude, più una traccia inedita: “Silenz”

## Tracce
1. Encore – 4:19
2. Antibiotics – 3:58
3. Silenz – 4:47
4. Reeperbahn – 3:52